# Gages Lake
Gages Lake – jednostka osadnicza w Stanach Zjednoczonych, w stanie Illinois, w hrabstwie Lake.